# Privala (prijevoj)
Privala  je planinski prijevoj u Bosni i Hercegovini između Duvanjskog polja i Buškog blata.
Nalazi se na 991 metar nadmorske visine, između vrhova Kolina (1349 m) na sjeveru i Malog Gradca (1051 m) na jugu. Preko prijevoja vodi magistralna cesta M 6.1 između Tomislavgrada i Livna preko Stipanjića i Prisoja.
Preko prijevoja je vodila i rimska cesta čiji su djelovi vidljivi i danas. Pretpostavlja se da je vodila iz Salone (kod Solina) ka Argentariji (kod Srebrenice).